# Cathariostachys madagascariensis
Espèce
Synonymes
- Cephalostachyum madagascariense A. Camus[1]
- Cephalostachyum madagascariense A.Camus[2]

Cathariostachys madagascariensis est une espèce de plantes monocotylédones  de la famille des Poaceae, sous-famille des Bambusoideae, endémique de Madagascar. 
Ce sont des bambous géants, dont les jeunes pousses sont riches en glycosides cyanogènes.
Leur nom local est volohosy.
Ils constituent la principale source de nourriture de trois espèces de lémuriens, l'hapalémur doré (Hapalemur aureus), l'hapalémur gris (Hapalemur griseus) et le grand hapalémur (Prolemur simus). L'hapalémur doré consomme exclusivement les jeunes pousses de ce bambou et absorbe ainsi une dose estimée à 500 g de cyanure par jour, qui est égale à 12 fois la dose toxique pour un primate de ce poids. Le mécanisme physiologique qui permet à ce lémurien de résister à ce poison est inconnu.     

## Distribution et habitat
Cathariostachys madagascariensis pousse dans les forêts pluviales de l'est de Madagascar à une altitude comprise entre 500 et 1 500 mètres entre Andasibe au nord et Ranomafana au sud.